# Bulgarialeurodes cotesii
Bulgarialeurodes cotesii là một loài côn trùng cánh nửa trong họ Aleyrodidae, phân họ Aleyrodinae.
Bulgarialeurodes cotesii được Maskell miêu tả khoa học đầu tiên năm 1896.